# キャトルステラ
株式会社キャトルステラ（Quatre Stella）は、東京都新宿区に本社を置く日本の声優・タレント事務所。

## 沿革
少女とドラゴンに関わっていた石田耕大により2015年7月27日設立。自社スタジオ「トライスタースタジオ」を運営し、音響製作も行う。
2017年10月に姉妹会社として音響制作会社の株式会社クレールが創立しており、こちらも石田が代表取締役である。
2019年12月にコスプレイヤー事務所の12COMPANYと業務提携し、12COMPANY所属コスプレイヤーが声優として当社に所属するようになった。

## 所属タレント
※2024年7月時点。
| - 成澤卓 準所属 - 浅水健太朗 預かり - 相澤亮斗 - 石本恭兵 - 恵山渉一 - 大石悠太郎 - 北原祐人 - 日下怜祐 - 小西優輝 - 杯雨龍 - 関野渉 - 徳井良聖 - 眞崎光二郎 - 宮本一志 - 雪田慎一 | - 五木あきら（声優所属） - 上原あかり（クレール所属、業務提携） - 上村彩子（元AKB48） - 恋汐りんご（パーフェクトミュージック所属、声のみ預かり） - 高岡香 - ないる - 西野陽子 - 吉田小南美 - 吉成由貴 - 渡辺はるか 預かり - 上野江里香 - 唐沢祐里奈 - 桜井愛由 - 芝叶芽 - 謝花ゆうき - 兎川れいか - 鳴瀬麻美 - 乃上まゆか - 萩乃水城 - 吉田珠有奈 |

### タレント
- 茅ケ崎みなみ

## かつて所属していた主な声優・タレント
- 天神桃子
- 伊石真由
- 荒浪和沙（現・BloomZ代表）
- 大久保藍子（現所属：リマックス）
- 大橋歩夕（現所属：マウスプロモーション）
- 永恵由彩（現芸名：ながえゆあ、現所属：オフィスアネモネ）
- 松井明知
- 真田侑（現芸名：真田侑、現所属：BloomZ）
- 結城光（現所属：BloomZ）
- 五十嵐優樹（現所属：ラディウス）
- 小泉豊
- 小倉ミツハル（現所属：東北芸能企画事務所(業務提携)）
- 結崎このみ
- 島田紗希（現所属：レッドクイーン）
- 加山夕莉（現芸名：加山三稀）
- 深町未紗
- 平川新士（現芸名：平川嵐、フリー）
- うらまる（声優所属）
- 夜道雪（現所属：ユニバーサルミュージック）
- 橘あさひ（タレントとして所属）
- 中村精道
- うみのうい
- 倉坂くるる（声優所属）
- やもはちこ（声優所属）

## クレール
株式会社クレール（Clair）は、2017年10月創立の音響制作会社、声優事務所。キャトルステラの姉妹会社であり、同じく石田耕大が代表取締役に就任している。
創立にあたり、キャトルステラに所属していた上原あかりがクレールに移籍。現在は取締役に就任している。
自社スタジオによる音響制作依頼を請け負い、大川茂伸によるBGM制作依頼も請け負う。

### 所属声優（クレール）
※2024年7月時点。
- 上原あかり
- 知念明希保
- 茶々原ゆゆ
- 江里夏
- 邑上鈴歌
- 貝阿彌沙羅
- 矢倉采奈
- 西村耕平
- 宮瀬裕樹
- 谷掛未来

#### かつて所属していた主な声優
- 武藤志織
- 西山彩佳
- 南條ひかる
- 福山あさき
- 最上みゆう[3]

## キャトルステラから独立した声優事務所
- BloomZ（2017年）